# Сахарусов, Сергей Юрьевич
Сергей Юрьевич Сахарусов (9 мая 1994, Череповец) — российский хоккеист, защитник.

## Карьера
Воспитанник череповецкого хоккея. Начал карьеру в 2011 году в составе череповецкого клуба Молодёжной хоккейной лиги «Алмаз». В дебютном сезоне провёл 38 матчей, набрав три (1+2) балла. В следующем году стал одним из лучших защитников клуба, набрав 19 (4+15) очков в 62 сыгранных встречах.
Сезон 2013/14 также начинал в МХЛ, а 3 октября 2013 года в матче против чеховского «Витязя» сыграл единственный матч в Континентальной хоккейной лиге, проведя на площадке чуть больше 12 минут.